# Move It
A Move It című dal Cliff Richard és a The Drifters angol együttes kislemezén található (A The Driftersből alakult ki a későbbiekben a The Shadows együttes). Eredetileg a kislemez B-oldalára szánták a Move It című dalt, és a Schoolboy Crush került volna a lemez A-oldalára.
A kislemez Cliff Richard debütáló albuma volt, 1958. augusztus 29-én jelent meg. A Move It-et az első autentikus rock and roll dalnak tartják, amely nem az Egyesült Államokban jelent meg.
| „                                                                       | Igazán nehéz elhinni, hogy amikor az első lemezem kijött és a második helyre került a slágerlistán, csak 18 éves voltam. 17 éves koromban készítettem az első lemezem. | ” |
| – 1991. június 3. - Cliff Richard - The Interview (ausztrál kiadású CD) | |   |

A Schoolboy Crush című dalt eredetileg Aaron Schroeder és Sharon Gilbert írta és az Amerikai Egyesült Államokban Bobby Helms rögzítette a felvételt. Cliff Richard és a The Drifters a saját verzióját vette fel, amit a lemez A-oldalára szántak. A Move It című dalt meghallgatta Jack Good producer is, aki ragaszkodott hozzá, hogy Cliff szerepeljen az Oh Boy című TV showjában és adja elő a dalt.
A kislemez megjelenése után rögtön a 2. helyre került a  slágerlistán, és ezzel elkezdődött Cliff Richard csaknem 60 éve tartó karrierje.
Az AllMusic szerint Presley-szerű, maga Cliff Richard szerint „kiemelkedő rock ’n’ roll klasszikus stílusú” lemez. A történet szerint egy londoni emeletes buszon írta a dalt Ian Sammy Samwell, úton Richard háza és a próbaterem között. 3. 4. A második versszakot Samwell a Hank Marvin-albumra írta (címe: Hank Plays Cliff, 1995), Cliff Richarddal. Az új verziót 1995-ben adták elő a Royal Variety Performance-on, II. Erzsébet brit királynő előtt. Cliff Richard azóta is ezt a változatot szokta előadni.
2009. január 1-jén, a dal születésének 50. évfordulóján a Move It-et az Egyesült Királyságban és Európában közkinccsé nyilvánították.

## Közreműködők
Cliff Richard and The Drifters:
- Cliff Richard – vokál
- Ian Samwell – gitár
- Terry Smart – dob

Session zenészek:
- Ernie Shear – vezető gitár
- Frank Clarke – basszusgitár
- Mike Sammes Singers – háttérvokál a "Schoolboy Crush" című dalban

## Egyéb verziók
Suzi Quatro 1974-ben megjelent Quatro című albumán szerepelt a dal. A következő évben Alvin Stardust adta ki a kislemez verzióját.
2006 decemberében a kislemezt áthangszerelték, Cliff Richard Brian May-jel, a Queen gitárosával, Brian Bennett-el a The Shadows-ból és a basszusgitáros Mo Foster-rel rögzítették, az év karácsonyi kislemeze lett. Az A-oldalon szerepelt a 21st Century Christmas című dal. Ez Richard duettlemezén is, a Two's Company című albumon is szerepel.

## Helyezések
| Ország                            | Helyezés |
| --------------------------------- | -------- |
| Egyesült Királyság kislemez lista | 2        |
| Ausztrália kislemez lista         | 100      |
| Kanada kislemez lista             | -        |
| US Hot 100 lista                  | -        |